# 11 (album, Chinaski)
11 je čtrnácté album české hudební skupiny Chinaski vydané roku 2019 společností BrainZone. Album obsahuje celkem 10 skladeb.

## Seznam skladeb
| Pořadí | Název               | Délka |
| ------ | ------------------- | ----- |
| 1.     | Schody              | 3:54  |
| 2.     | Láska a data        | 3:08  |
| 3.     | Báseň               | 3:37  |
| 4.     | Napsala mi psaní    | 3:20  |
| 5.     | Já a můj kůň        | 2:55  |
| 6.     | Rozměníš všechno... | 3:53  |
| 7.     | Dokonalá chvíle     | 3:12  |
| 8.     | Kapradí             | 3:36  |
| 9.     | Osud                | 4:20  |
| 10.    | Kapradí II.         | 0:29  |

## Hudební aranžmá
1. Schody – hudba: Tomáš Okres, text: Michal Malátný, Vlado Krausz
2. Láska a data – hudba: Lukáš Pavlík, František Táborský, text: Michal Malátný
3. Báseň – hudba: František Táborský, text: Michal Malátný
4. Napsala mi psaní – hudba: František Táborský, text: František Gellner
5. Já a můj kůň – hudba: Lukáš Pavlík, Jan Steinsdörfer, text: Michal Malátný
6. Rozměníš všechno... – hudba: Lukáš Pavlík, Tomáš Okres, text: Michal Novotný, Tomáš Roreček
7. Dokonalá chvíle – hudba a text: Michal Malátný
8. Kapradí – hudba: Tomáš Okres, text: Michal Malátný
9. Osud – hudba: Viktor Frešo, Ivan Tásler, text: Vlado Krausz
10. Kapradí II. – hudba: Tomáš Okres, text: Michal Malátný